# رولیندا (کالیفرنیا)
رولیندا (به انگلیسی: Rolinda) یک منطقهٔ مسکونی در ایالات متحده آمریکا است که در شهرستان فرسنو، کالیفرنیا واقع شده‌است. رولیندا ۷۷ متر بالاتر از سطح دریا واقع شده‌است.